# Paralephana angulata
Paralephana angulata là một loài bướm đêm trong họ Noctuidae.